# Клементьевская (Карелия)
Клементьевская — деревня в составе Великогубского сельского поселения Медвежьегорского района Республики Карелия, комплексный памятник истории.

## Общие сведения
Расположена на острове Большой Клименецкий в северной части Онежского озера.

## История
5 июня 1940 года постановлением Карельского ЦИК в деревне была закрыта часовня.

## Население
Численность населения в 1905 году составляла 141 человек.
| 2002 | 2010 | 2013 |
| ---- | ---- | ---- |
| 5    | →5   | ↘4   |